# Центр сучасного мистецтва і культури імені А. І. Куїнджі
Маріупольський міський центр сучасного мистецтва і культури імені А. І. Куїнджі — освітньо-культурний заклад у м. Маріуполь Донецької області, який працював у 2004—2022 роках.

## Історія

Анотаційна таблиця на честь Архипа Куїнджі

Центр заснований у 2004 році. Основна мета — створення міжнародного іміджу міста та області як осередку багатої культурної спадщини, а не лише як економічно розвиненого регіону. До програми діяльності Центру входить: проведення музичних салонів, поетичних читань, екскурсій, а також майстер-класів з відомими художниками України.
Центр являє собою експозиційну площу та художні фонди, що містять понад дві тисячі робіт. Щороку виставкова зала центру приймає до п'ятдесяти художніх виставок різних напрямків мистецтва. Експозиції являють собою тематично-філософські та формотворчі пошуки сучасних майстрів: від графіки до живопису, від реалізму до різностороннього прояву постмодерністських течій в мистецтві.
З 2005 року на основі Центру працює єдиний в Україні Музей медальєрного мистецтва імені Харабета з загальною кількістю більш ніж 800 експонатів.